# الضفدع ننوس
الضفدع ننوس (باليابانية: ど根性ガエル) مسلسل رسوم متحركة ياباني (أنمي).

## روابط خارجية
- الضفدع ننوس على موقع IMDb (الإنجليزية)
- الضفدع ننوس على موقع كينوبويسك (الروسية)